# Брезник (Загорє-об-Саві)
Брезник (словен. Breznik) — поселення в общині Загорє-об-Саві, Засавський регіон, Словенія. Висота над рівнем моря: 513 м.